# Lipová (Prostějov)
Lipová é uma comuna checa localizada na região de Olomouc, distrito de Prostějov.